# كبلر-37d
كيبلر 37 دي (بالإنجليزية: Kepler-37d)‏ الذي يرمز له بالرمز KOI-245.01، هو كوكب خارج المجموعة الشمسية، في كوكبة القيثارة، يتبع Kepler-37.

## الاكتشاف
اكتشف في 2013، وكانت طريقة الاكتشاف طريقة العبور.